# Münchener SC 1836
Münchener SC 1836 – niemiecki klub szachowy z siedzibą w Monachium, ośmiokrotny mistrz kraju.

## Historia
Klub został założony w 1836 roku. W 1936 roku zorganizował nieoficjalną olimpiadę szachową. W latach 50. i 60. ośmiokrotnie (1951–1954, 1962–1965) zdobył tytuł mistrza Niemiec, a czołowym zawodnikiem zespołu był w tamtym czasie Wolfgang Unzicker. Po utworzeniu jednogrupowej Bundesligi klub występował w niej nieprzerwanie w latach 1983–1996. W sezonie 1994 klub uczestniczył w Pucharze Europy. Monachijski zespół kolejno przegrał wówczas z Panfoksem Breda, wygrał z PSV Turm Duisburg (walkower) i CE Strasbourg, zajmując w końcowej klasyfikacji grupy 3 piąte miejsce. W 1995 roku zespół popadł w problemy finansowe, a w kolejnych sezonach następowały spadki aż do B-Klasse w 2010 roku.  Po przejęciu klubu przez Michaela Reißa zespół awansował w hierarchii ligowej, w 2018 roku uzyskując promocję do 2. Bundesligi, a w 2021 roku wracając do Bundesligi. W sezonie 2021/2022 klub zajął dziewiąte miejsce w Bundeslidze. W kolejnym sezonie zespół spadł z Bundesligi.
Zawodnikami klubu byli m.in. Olga Babij, Leonardo Costa, Andreas Diermair, Pawło Eljanow, Alireza Firuzdża, Gerald Hertneck, Dominik Horvath, Aleksandar Inđić, Gawain Jones, Parham Maghsudlu, Saša Martinović, Aleksandr Predke, Michael Prusikin, Thomas Rendle, Salem Saleh, Aleksiej Sarana, Ivan Šarić, Gert Schnider, Anton Smirnov, Jonathan Speelman, Amin Tabatabai, Branko Tadić, Samwel Ter-Sahakian, Wolfgang Unzicker, William Watson i Lev Yankelevich.